# Lesmone illiturata
Lesmone illiturata là một loài bướm đêm trong họ Erebidae.